# Минск Мазовецки
Минск Мазовѐцки (на полски: Mińsk Mazowiecki) е град в Източна Полша, Мазовско войводство. Административен център е на Мински окръг, както и на селската Минска община, без да е част от нея. Самият град е обособен в самостоятелна градска община с площ 13,18
км2. Част е от Варшавската агломерация.

## География
Градът се намира в историческата област Мазовия. Разположен е на 40 километра източно от центъра на Варшава и на 52 километра западно от Шедълце.

## История
Селището получава градско право през 1421 година от княз Януш I Мазовски. През 1659 година към Минск е присъединен град Сендомеж.
В периода (1975 – 1998) е част от Шедлешкото войводство.

## Население
Населението на града възлиза на 38 697 души (2010). Гъстотата е 2 936,04 души/км2.

## Личности

### Родени в града
- Тадеуш Хрушчелевски – полски писател и преводач
- Малгожата Гутовска-Адамчик – полска писателка и журналистка
- Ян Химилсбах – полски актьор
- Рафал Яцкевич – полски боксьор

## Градове партньори
- Saint-Égrève, Франция
- Телшяй, Литва
- Кърнов, Чехия
- Пефки, Гърция
- Лейси, САЩ